# Early Bird (basketbalclub)
Early Bird is een Nederlandse basketbalclub uit Purmerend. De club werd opgericht in 1 april 1967 en is de enige Purmerendse club met een jeugdafdeling. De thuishaven van de club is De Karekiet.
Het eerste herenteam speelde jaren in de Promotiedivisie en won drie titels op rij.

## Erelijst
| Competitie      | Winnaar | Winnaar          | Runner-up | Runner-up |
| Competitie      | Aantal  | Jaren            | Aantal    | Jaren     |
| --------------- | ------- | ---------------- | --------- | --------- |
| Nationaal       |         |                  |           |           |
| Promotiedivisie | 3×      | 2001, 2002, 2003 | 1×        | 2004      |
| Eerste divisie  | 2×      | 1988, 1993       | 1×        | 1990      |